# Баянаульський район
Баянау́льський район (каз. Баянауыл ауданы, рос. Баянаульский район) — адміністративна одиниця у складі Павлодарської області Казахстану. Адміністративний центр — село Баянаул.

## Населення
Населення — 24022 особи (2021; 28296 у 2009, 32985 у 1999, 38162 у 1989).

## Історія
Район був утворений 1928 року у складі Павлодарського округу, 1930 року перейшов у пряме підпорядкування Казакській АРСР, з 1932 року — у складі Східноказахстанської області, з 1934 року — у складі Каркаралінського округу, з 1936 року — у складі Карагандинської області, з 1938 року — у складі Павлодарської області.

## Склад
До складу району входить 1 селищна адміністрація та 12 сільських округів:
| Поселення                         | Площа, км² | Населення, осіб (1989) | Населення, осіб (1999) | Населення, осіб (2009) | Населення, осіб (2021) | Центр                | Населені пункти |
| --------------------------------- | ---------- | ---------------------- | ---------------------- | ---------------------- | ---------------------- | -------------------- | --------------- |
| Майкаїнська селищна адміністрація | 930        | 10976                  | 10206                  | 9851                   | 8300                   | Майкаїн              | 5               |
| Аксанський сільський округ        | 1185       | 1538                   | 1278                   | 975                    | 859                    | Аксан                | 3               |
| Баянаульський сільський округ     | 541        | 6265                   | 5998                   | 6071                   | 6264                   | Баянаул              | 2               |
| Бірліцький сільський округ        | 3271       | 1715                   | 1383                   | 1095                   | 900                    | Бірлік               | 2               |
| Жанажольський сільський округ     | 1268       | 1358                   | 929                    | 583                    | 495                    | Машхур Жусіп         | 3               |
| Жанатілецький сільський округ     | 1006       | 2101                   | 1817                   | 1322                   | 1003                   | Жанатілек            | 2               |
| Каратомарський сільський округ    | 774        | 1136                   | 811                    | 524                    | 391                    | Каратомар            | 2               |
| Кизилтауський сільський округ     | 2022       | 2257                   | 1859                   | 1442                   | 1055                   | Жусупбека Аймауитова | 4               |
| Кундикольський сільський округ    | 1202       | 2249                   | 1908                   | 1431                   | 1022                   | Кундиколь            | 3               |
| Куркелинський сільський округ     | 1617       | 2593                   | 2045                   | 1385                   | 902                    | Жумат Шанін          | 4               |
| Сатпаєвський сільський округ      | 1105       | 2286                   | 1981                   | 1513                   | 1091                   | Каниш Сатбаєв        | 3               |
| Торайгировський сільський округ   | 1511       | 1817                   | 1320                   | 1085                   | 952                    | Торайгирова          | 3               |
| Узунбулацький сільський округ     | 2075       | 1871                   | 1450                   | 1019                   | 788                    | Узунбулак            | 2               |

2019 року ліквідовано Шоптикольський сільський округ.

## Найбільші населені пункти
Населені пункти з чисельністю населення понад 1000 осіб:
| № | Населений пункт | Населення, осіб (1989) | Населення, осіб (1999) | Населення, осіб (2009) | Населення, осіб (2021) |
| - | --------------- | ---------------------- | ---------------------- | ---------------------- | ---------------------- |
| 1 | Майкаїн         | 10056                  | 9224                   | 8761                   | 7459                   |
| 2 | Баянаул         | 6265                   | 5998                   | 5893                   | 6078                   |